# Purpuricenus schurmanni
Purpuricenus schurmanni là một loài bọ cánh cứng trong họ Cerambycidae.